# MBD2
 Метил-CpG-связывающий домен белка 2  — белок, кодируемый у человека геном  MBD2.

## Функция
Метилирование ДНК является основным видом модификации эукариотических геномов и играет важную роль в развитии млекопитающих. Белки человека MECP2, MBD1, MBD2, MBD3 и MBD4 представляют собой семейство ядерных белков, относимых к одной группе по признаку наличием в каждом из них метил-CpG-связывающего домена (MBD). Каждый из этих белков, за исключением MBD3, способен специфически связываться с метилированной ДНК. MECP2, MBD1 и MBD2 также могут репрессировать транскрипцию с метилированных промоторов. Белок, кодируемый этим геном, возможно играет роль посредника в биологическом ответе на сигнала метилирования. Также поступали сообщения, что этот белок функционирует как деметилаза, активируя транскрипцию, так как метилирование в промоторных областях ДНК вызывает сайленсинг генов.

## Взаимодействия
MBD2, как было выяснено, взаимодействует с:
- GATAD2B[4][5],
- HDAC1[4][6][7],
- Гистондеацетилазой 2[4][6][7],
- MBD3[7][8]
- MIZF,[9] и
- SIN3A[10].